# Enchocrates
Enchocrates is een geslacht van vlinders van de familie sikkelmotten (Oecophoridae), uit de onderfamilie Oecophorinae.

## Soorten
- E. glaucopis Meyrick, 1883
- E. phaedryntis Meyrick, 1887
- E. picrophylla Meyrick, 1886
- E. vesperascens Meyrick, 1921